# Stadio Morelos
Lo Stadio Morelos (in spagnolo Estadio Morelos) è uno stadio di Morelia, in Messico. Ospita le partite casalinghe del Monarcas Morelia. 
Inaugurato nel 1989, lo stadio ha una capienza di 35 000 posti e deve il proprio nome a José María Morelos y Pavón, eroe della guerra d'indipendenza messicana.

## Storia
La costruzione dello stadio fu annunciata nel 1984, in previsione del campionato del mondo 1986, in programma in Messico. L'impianto sarebbe stato situato nella zona sud-orientale della città, dove oggi sorge il centro sportivo Adolfo López Mateos, e avrebbe rimpiazzato il vecchio Stadio Venustiano Carranza come sede delle partite della squadra cittadina, l'Atlético Morelia, oggi denominata Monarcas Morelia. Il modello presentato era molto simile allo Stadio Corregidora di Santiago de Querétaro. Durante i lavori di scavo, tuttavia, emersero dei problemi alle fondamenta, che provocarono la sospensione dei lavori. Per questo motivo gli incontri del campionato del mondo del 1986 che avrebbe dovuto ospitare lo stadio di Morelia furono trasferiti allo Stadio Sergio León Chavez di Irapuato.
Un gruppo di industriali del Michoacán guidati dall'uomo d'affari Luis Álvarez Barreiro, con il sostegno del nuovo governatore Luis Martínez Villicaña, crearono un sodalizio che, finanziato dalle vendite dei biglietti, avviò la costruzione del nuovo stadio, che fu edificato nel giro di un anno e mezzo. L'inaugurazione avvenne il 9 aprile 1989 con la partita di campionato tra Monarcas Morelia e Club América, che vide la vittoria dei padroni di casa per 2-1.  
Nel 2011 lo stadio ha ospitato alcune partite del campionato mondiale di calcio Under-17.
Il 16 febbraio 2016 lo Stadio Morelos ospitò una messa di Papa Francesco di fronte a 50 000 spettatori.